# Schloss Hohholz

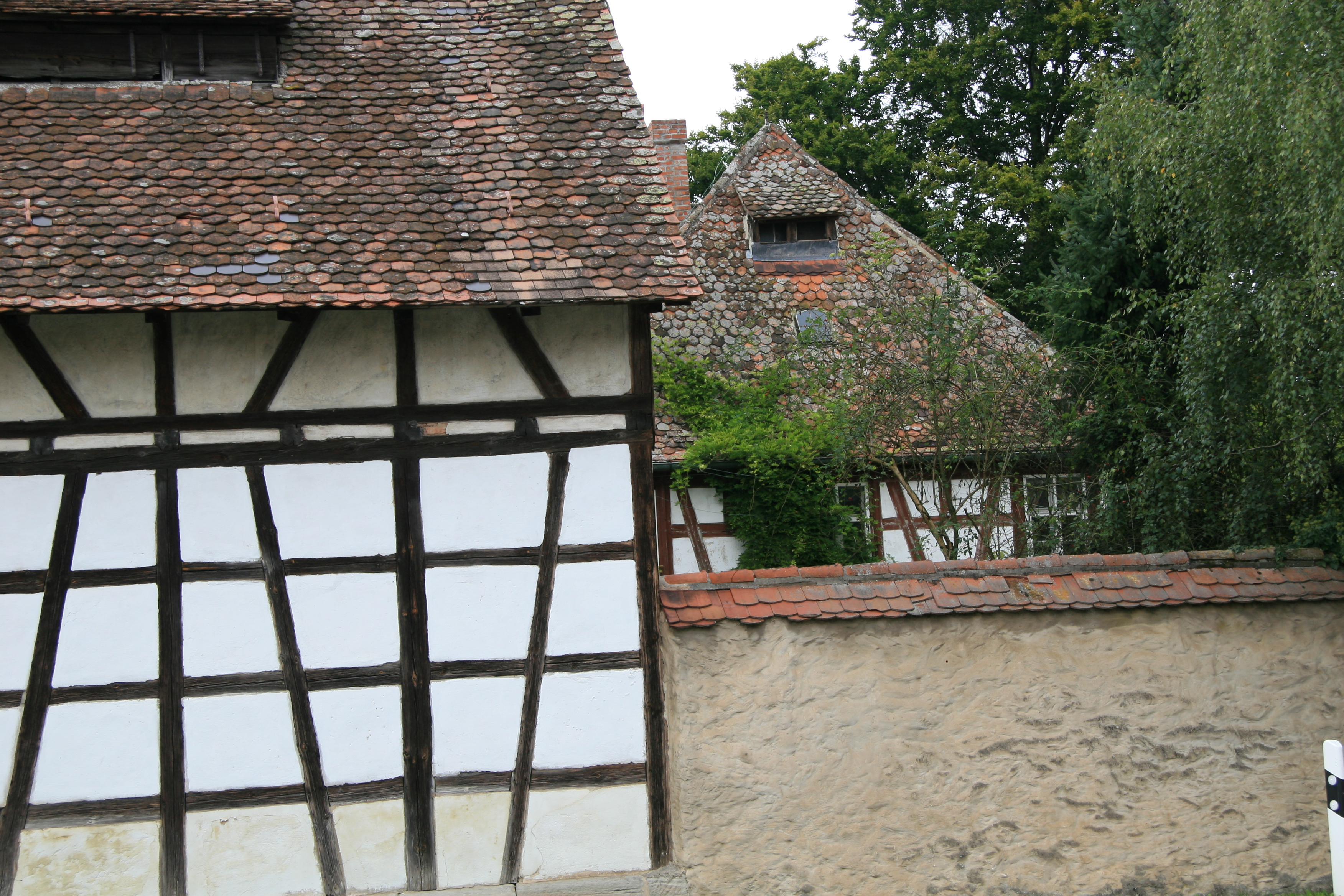
Einfriedung des ehm. Ritterguts

Schloss Hohholz ist ein ehemaliges Rittergut (Schloss) in Hohholz, einem Gemeindeteil der Gemeinde Emskirchen im Landkreis Neustadt an der Aisch-Bad Windsheim (Mittelfranken, Bayern).

## Geschichte
Hohholz geht auf eine späte Rodungssiedlung („hoch im Wald oder im Hochwald“) zurück und wurde 1361/64 im burggräflichen Salbuch als „Hoͤhuͤltz“ erstmals  erwähnt. Damals gehörte der Ort zum burggräflichen Amt Schauerberg. Nach dessen Auflösung unterstand der Ort dem neu geschaffenen Amt Emskirchen. Im Anschluss wurde den Herren von Seckendorff der Anspruch auf den Zehnten gegeben. 1459 verkauften diese ihren Anspruch in „Hochholtz“ an den Nürnberger Bürger Konrad Baumgarten. 1486 wurde der Ort Heinrich von Lüchau zu Lehen gegeben. 1517 kam der Ort in den Besitz der Schenken von Limpurg, die fraischliche Obrigkeit hatte jedoch das markgräfliche Amt Emskirchen.
Von 1559 bis ins frühe 18. Jahrhundert gehörte der Ort größtenteils den Herren von Heßberg, ab dem 24. Mai 1753 den Grafen von Pückler-Limpurg. Wann in Hoholtz die Bauten des Ritterguts entstanden sind, ist nicht bekannt, die heutigen Bauten haben ihren Ursprung im 17./18. Jahrhundert.
1810 kam Hohholz zum Königreich Bayern. Mit dem Zweiten Gemeindeedikt (1818) bildete Hohholz mit Kaltenneuses, Tanzenhaid, Vierzehnmorgen und Ziegelhütte eine Ruralgemeinde. Sie unterstand bis 1833 dem Patrimonialgericht Brunn unmittelbar, in Verwaltung und Gerichtsbarkeit dem Landgericht Markt Erlbach und in der Finanzverwaltung dem Rentamt Neustadt an der Aisch. Die freiwillige Gerichtsbarkeit und die Polizei hatte bis 1833 das Patrimonialgericht, von 1833 bis 1848 das Pflegamt Brunn inne.

## Baubeschreibung
Das ehemalige Rittergut mit Stall, Scheune und Einfriedung ist in der Liste der Baudenkmäler in Emskirchen (Aktennummer D-5-75-121-44) folgendermaßen beschrieben:
Ehem. Rittergut, zweigeschossiges Walmdachhaus mit Fachwerkobergeschoß, 17./18. Jahrhundert
traufständiger, eingeschossiger Stall mit Satteldach, 18. Jahrhundert
traufständige Fachwerkscheune mit verbrettertem Giebel und Schleppgaube, 18. Jahrhundert
Einfriedung aus Sandstein.